# مسجد دار السلام
مسجد دار السلام هو مسجد في لومبارد (إلينوي)، تم الانتهاء منه في 2013. المسجد هو موطن لمدرسة دار السلام، وهو مشروع قومي يهدف إلى تثقيف المجتمع الإسلامي في العلوم الإسلامية التقليدية.
يقع المبنى الذي تبلغ مساحته 22000 قدم مربع في نورث أفينو، ويضم قاعة صلاة رئيسية وفصول دراسية ومكاتب إدارية وقاعة مجتمعية.
في 2015، اشترت إدارة دار السلام 3.5 فدانًا إضافية من الأراضي. ابتداءً من 2017، تم إنشاء الحرم الجامعي القومي وموقف السيارات الإضافي الخاص به ضمن قطعة الأرض هذه.

## البرامج
يقدم مسجد دار السلام ندوات شهرية وبرامج أسبوعية. اعتبارًا من 2022، تم تعزيز البرامج الصيفية وبرامج الأطفال، مجمع تحفيظ القرآن الكريم - برنامج التحفيظ، برامج ما بعد المدرسة، فقه المرأة. والتجويد، ودورتهم الأكاديمية الرائدة لمدة عام واحد، وهي دورة التنوير المكثفة.
اعتبارًا من 2022، تتكون البرامج الأسبوعية من محاضرات إعلامية ومعرفية، وهي فريق الفجر (محاضرات ما بعد الشفق والإفطار)، والصلاة، وبرنامج التفسير الأسبوعي.

## معرض

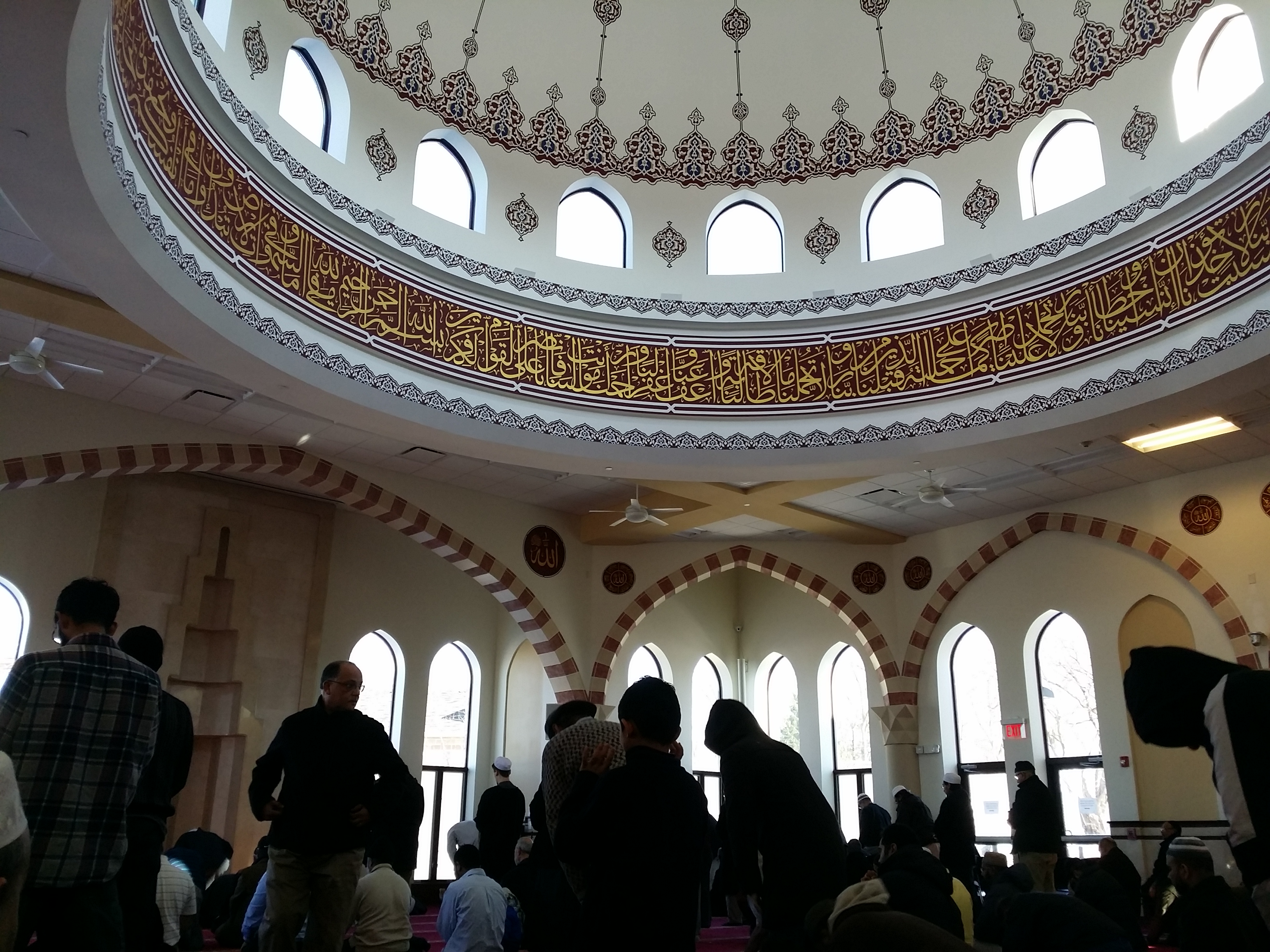
بعد صلاة الجمعة
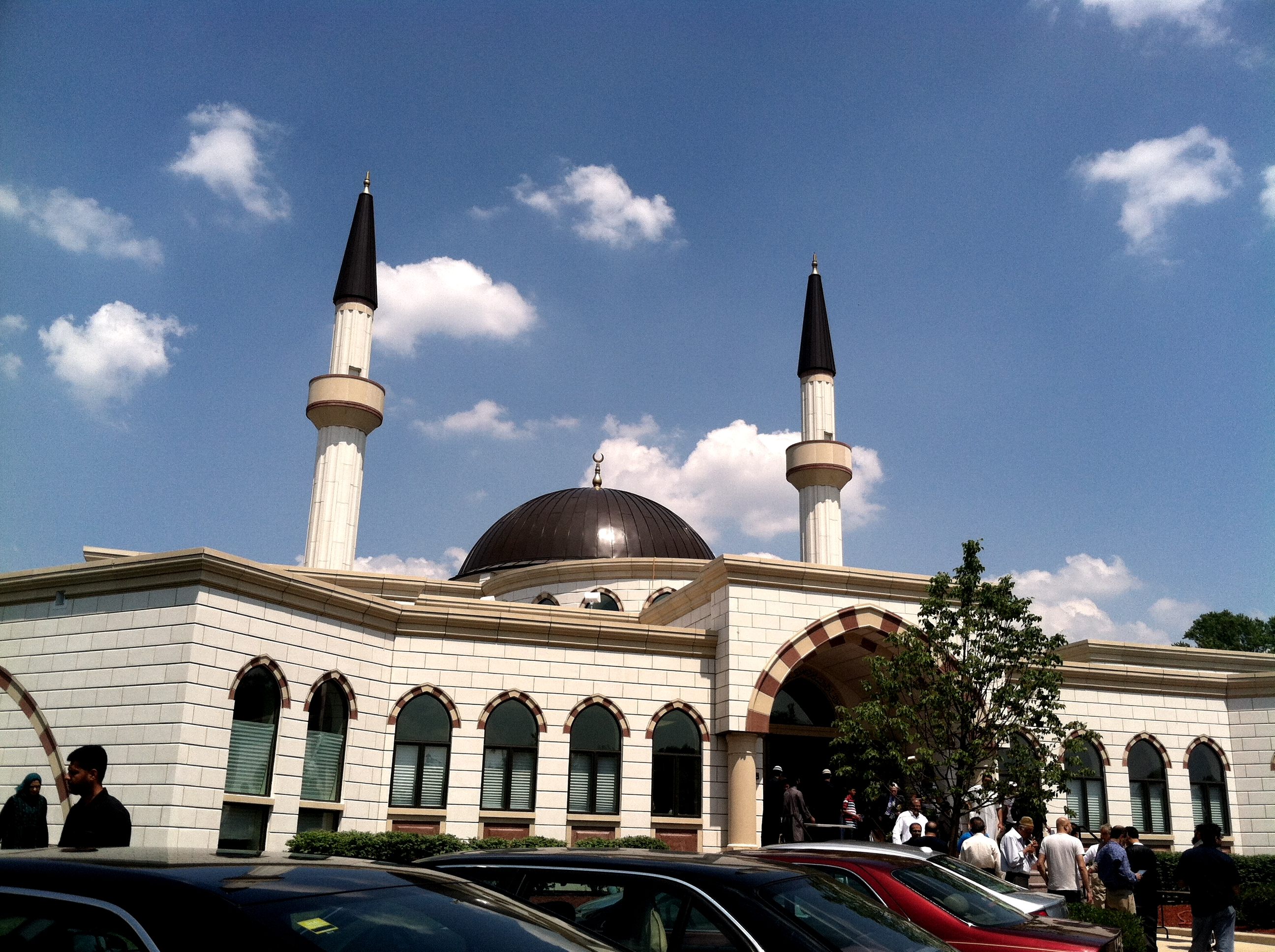
من الخارج.
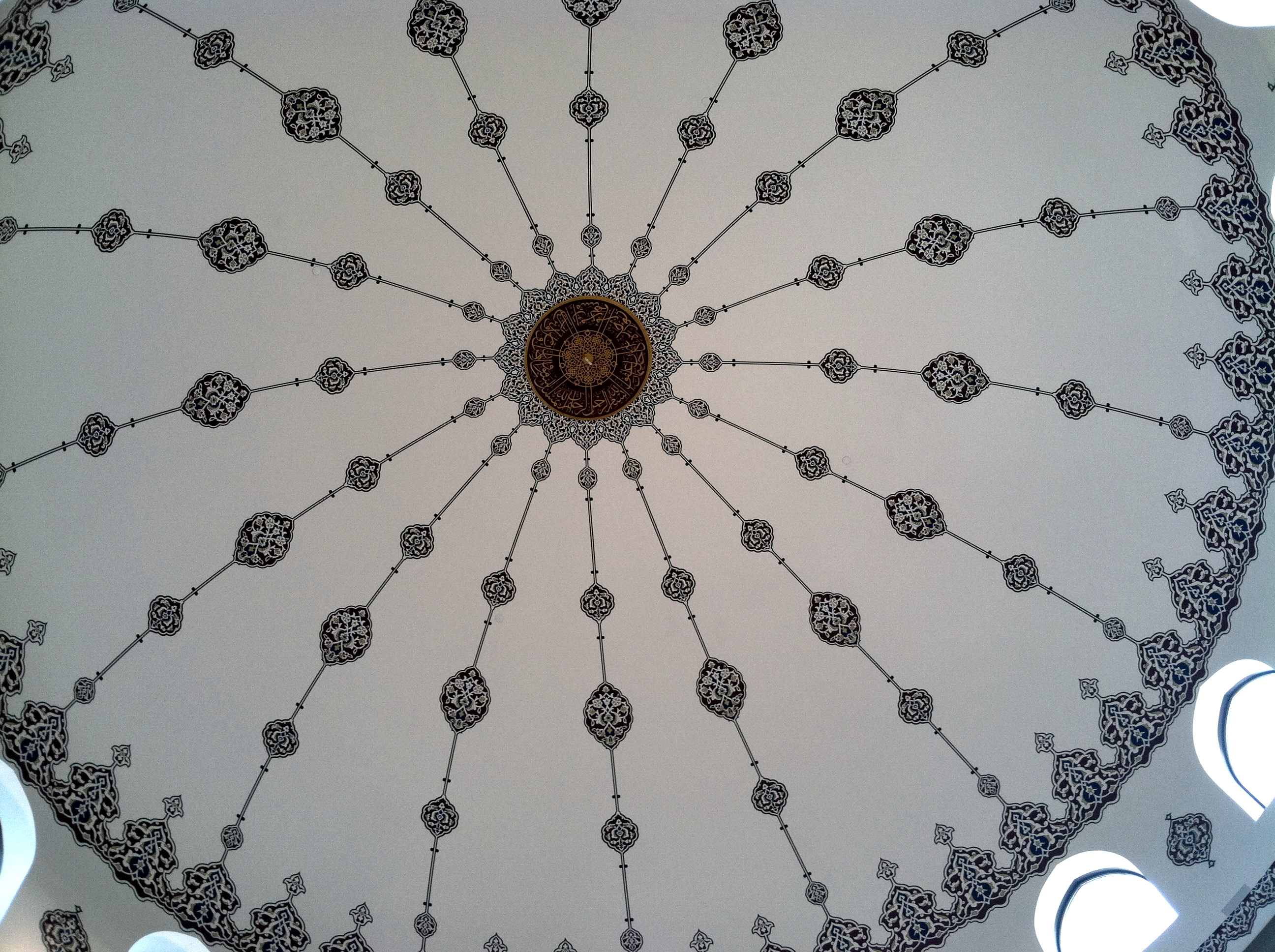
القبة من الداخل.